# Воля-Беховська
Воля-Беховська (пол. Wola Biechowska) — село в Польщі, у гміні Пацанув Буського повіту Свентокшиського воєводства.
Населення — 143 особи (2011).
У 1975-1998 роках село належало до Келецького воєводства.

## Демографія
Демографічна структура на день 31 березня 2011 року:
|          | Загалом | Допрацездатний вік | Працездатний вік | Постпрацездатний вік |
| -------- | ------- | ------------------ | ---------------- | -------------------- |
| Чоловіки | 77      | 16                 | 53               | 8                    |
| Жінки    | 66      | 14                 | 38               | 14                   |
| Разом    | 143     | 30                 | 91               | 22                   |